# 西栗栖駅
西栗栖駅（にしくりすえき）は、兵庫県たつの市新宮町鍛冶屋にある、西日本旅客鉄道（JR西日本）姫新線の駅である。

## 歴史
- 1934年（昭和9年）

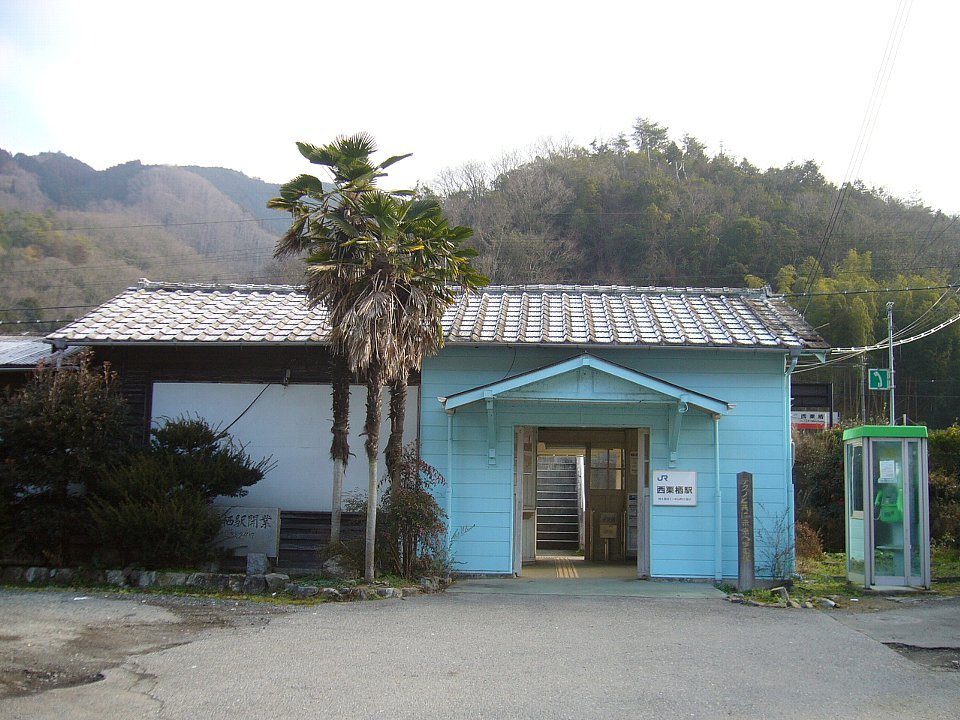
旧駅舎（2007年1月）

  - 3月24日：鉄道省姫津線（現・姫新線）播磨新宮駅 - 三日月駅間延伸時に開設[1][2][3]。
    - 当時の所在地表示は兵庫県揖保郡西栗栖村鍛冶屋であった[2][3]。

  - 11月28日：姫津西線開業に伴い、姫津線が姫津東線に改称、当駅もその所属となる[4]。
- 1936年（昭和11年）
  - 4月8日：姫路駅 - 当駅 - 東津山駅間全通。姫津東線が姫津線の一部となり、当駅もその所属となる[5]。
  - 10月10日：姫津線が姫新線の一部となり、当駅もその所属となる[6]。
- 1962年（昭和37年）4月1日：貨物取扱廃止[2]。
- 1971年（昭和46年）3月1日：荷物扱い廃止[2][7]、無人駅化[8]。
- 1987年（昭和62年）4月1日：国鉄分割民営化に伴い、西日本旅客鉄道（JR西日本）に移管[2]。
- 2020年（令和2年）3月：新駅舎完成。

## 駅構造
相対式ホーム2面2線を有する列車交換可能な地上駅。駅舎は木造であったが、老朽化に伴い、2019年度に駅舎が解体され、雨避け程度の簡素な設備に改築された。佐用方面行きホーム側にあるが、ホームは駅舎より1段高い位置にあり、階段またはスロープで上がる。姫路方面行ホームとは佐用寄りにある構内踏切で連絡しているが、その姫路方面行ホームにも駅舎が無い勝手口があり出入可能。
当駅は国鉄時代末期には運転扱い要員は配置されていたが、旅客扱い職員はいなかった。現在は完全な無人駅となっており、自動券売機も設置されていない。また、トイレは改札外（駅舎東）にある。
駅舎前に、駅開業記念の石碑が設置されている。

### のりば
| のりば | 路線   | 方向 | 行先     |
| ------ | ------ | ---- | -------- |
| 1      | 姫新線 | 下り | 佐用方面 |
| 2      | 姫新線 | 上り | 姫路方面 |

※のりば番号標は存在しないが、自動放送では上記のように案内されている。駅舎側が1番のりばである。

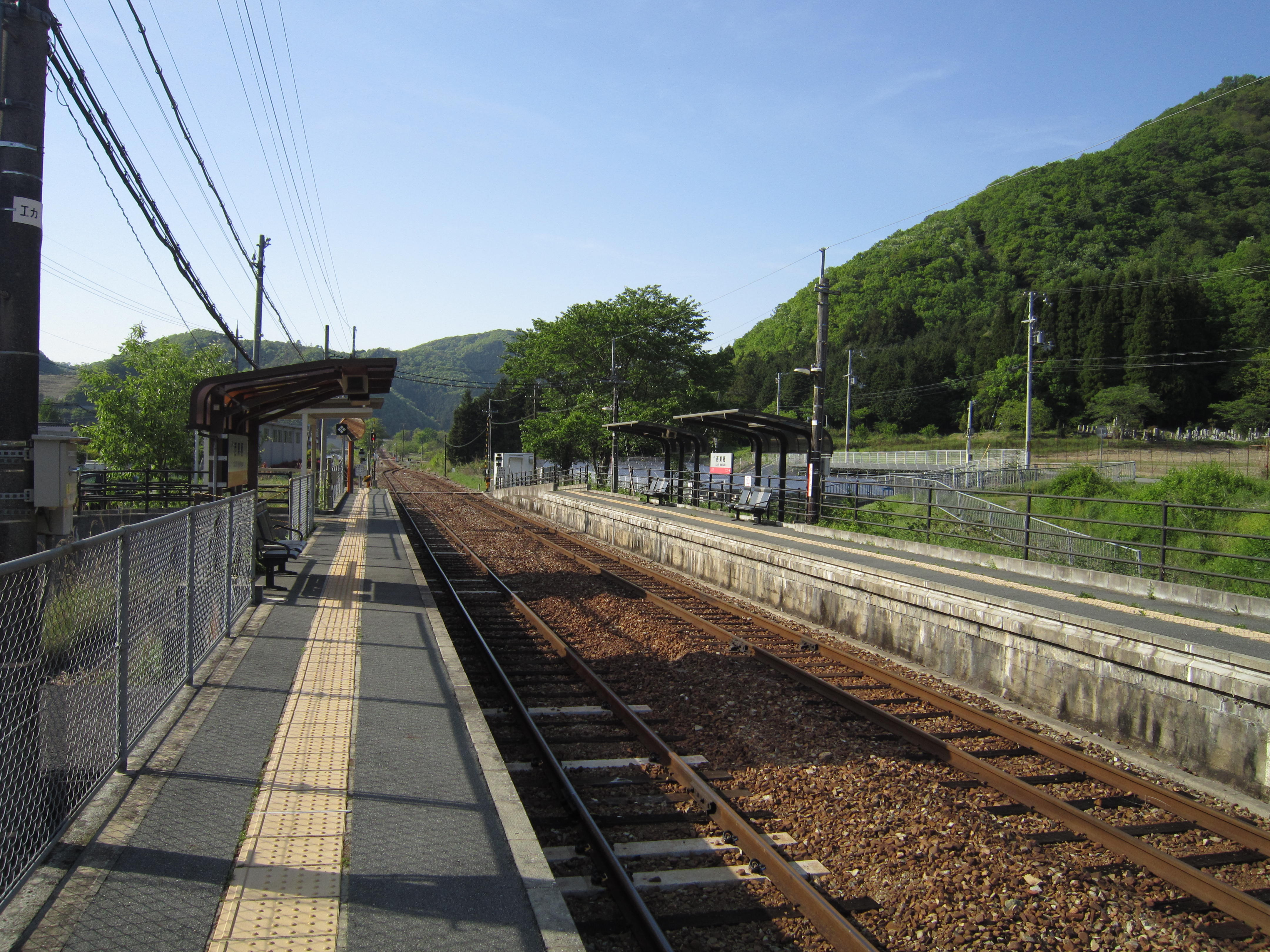
ホーム（2019年5月）
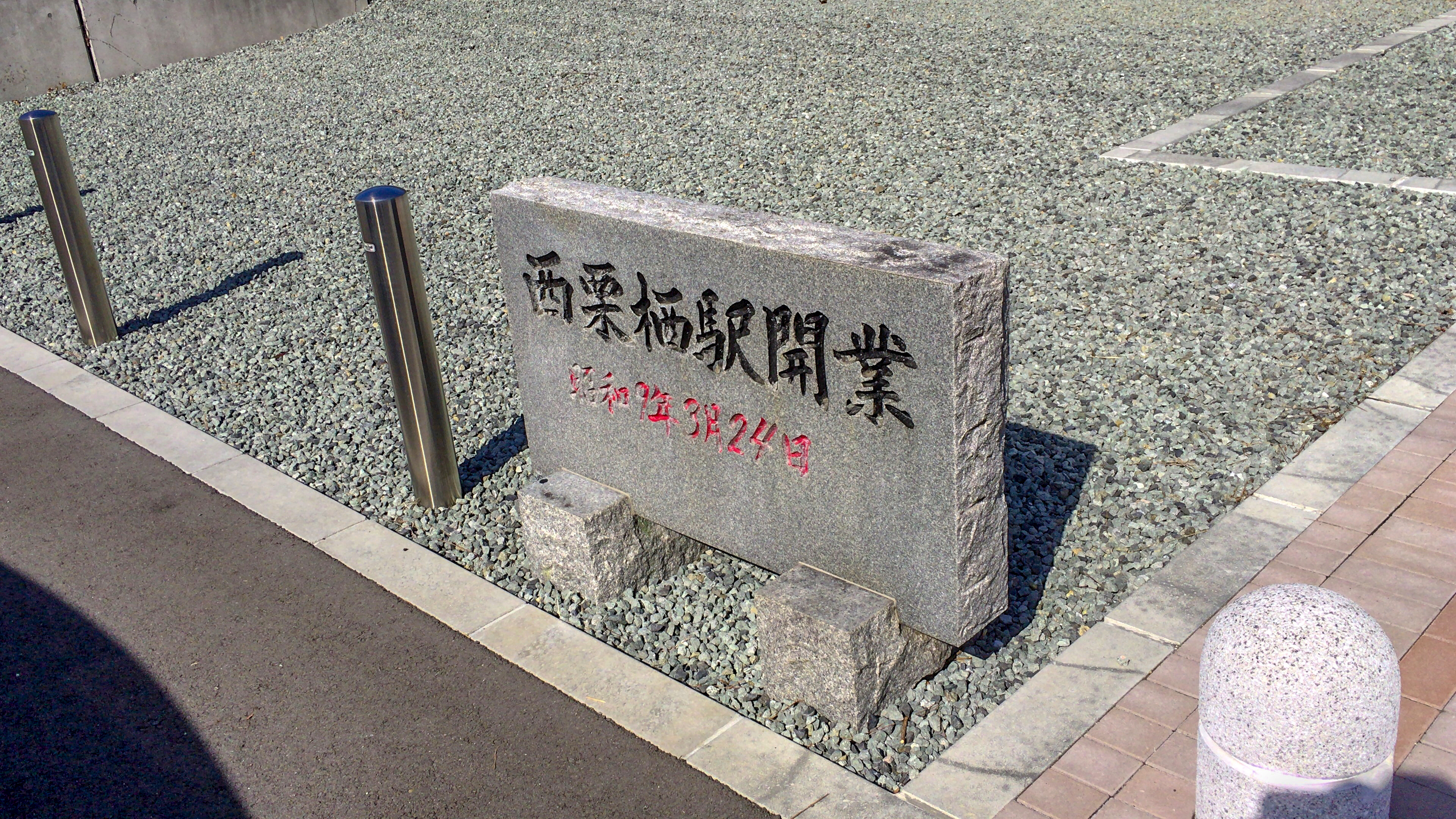
西栗栖駅 記念碑

## 利用状況
2021年（令和3年）度の1日平均乗車人員は70人である。
近年の1日平均乗車人員の推移は以下の通り。
| 年度               | 1日平均 乗車人員 |
| ------------------ | ---------------- |
| 2000年（平成12年） | 124              |
| 2001年（平成13年） | 109              |
| 2002年（平成14年） | 115              |
| 2003年（平成15年） | 102              |
| 2004年（平成16年） | 128              |
| 2005年（平成17年） | 112              |
| 2006年（平成18年） | 122              |
| 2007年（平成19年） | 105              |
| 2008年（平成20年） | 110              |
| 2009年（平成21年） | 106              |
| 2010年（平成22年） | 100              |
| 2011年（平成23年） | 97               |
| 2012年（平成24年） | 116              |
| 2013年（平成25年） | 103              |
| 2014年（平成26年） | 96               |
| 2015年（平成27年） | 96               |
| 2016年（平成28年） | 88               |
| 2017年（平成29年） | 95               |
| 2018年（平成30年） | 88               |
| 2019年（令和元年） | 85               |
| 2020年（令和02年） | 76               |
| 2021年（令和03年） | 70               |

## 駅周辺
- 国道179号
  - 相坂峠
- 兵庫県道44号相生宍粟線
- 西栗栖郵便局
- たつの警察署西栗栖駐在所[10]

### バス路線
「西栗栖駅」停留所より、上郡駅や播磨新宮駅へと結ぶ播磨科学公園都市圏域定住自立圏圏域バス「てくてくバス」が発着する。なお、日・祝日及び年末年始は運休となる。

## 隣の駅
西日本旅客鉄道（JR西日本）
 姫新線
千本駅 - 西栗栖駅 - 三日月駅